# 伦敦首都合唱团
首都合唱团（Capital Children's Choir）是一个来自英国伦敦的大型儿童合唱团体。该团组建于2001年，目前成员为120名7至18岁的儿童和青少年，其创建人是艺术指导人Rachel Santesso。
除表演经典艺术剧目外，该团也以为一些流行音乐歌曲提供伴唱或和声而声名远播。其在Youtube上的视频反响也不错，总播放次数已经超过了350万次。